# Lodovico Altieri
Lodovico Altieri (17 de julho de 1805 - 11 de agosto de 1867) foi um cardeal católico romano italiano. Ele serviu em várias capacidades sob vários papas e pertencia a uma casa romana nobre, fazendo dele um descendente do Papa Clemente X.
O processo de santidade começou sob o Papa Bento XVI e o falecido cardeal foi intitulado como um Servo de Deus.

## Vida
Lodovico Altieri nasceu em Roma em 1805 como o último dos três filhos de Paluzzo Altieri, quinto príncipe de Oriolo, senador romano, e da princesa Maria Anna von Sachsen, condessa von der Lausitz. Sobrinho-neto, por parte de pai, dos Cardeais Scipione Borghese (1770) e Vincenzo Maria Altieri (1777); e por parte materna, de Domenico Spinucci (1816). Primo dos cardeais Costantino Patrizi Naro (1834) e Francesco Saverio Massimo (1838). Foi batizado no mesmo dia do seu nascimento na Colegiada Paroquial de São Marcos. Seu primeiro nome também está listado como Luigi.
Frequentou a Pontifícia Academia dos Nobres Eclesiásticos, em Roma. Foi ordenado ao sacerdócio em Roma, em 24 de março de 1833, por Costantino Patrizi Naro, prefeito do Palácio Apostólico. Camareiro privado participante (abril de 1826). Ablegato apostólico para levar o barrete vermelho ao cardeal Jean-Baptist-Marie-Anne-Antoine de Latil (1826). Coppiere Maggiore (1827-1836). Qualificador do Santo Ofício. Vigário de S. Maria na Via Lata (1828). Ablegato apostólico para levar o barrete vermelho ao cardeal Filippo Giudice-Caracciolo, Orat., Arcebispo de Nápoles (1833). Secretário da Sagrada Congregação de Estudos (junho de 1834).
Eleito arcebispo titular de Éfeso, em 11 de julho de 1836. Consagrado, em 17 de julho de 1836, na basílica patriarcal da Libéria, Roma, pelo Papa Gregório XVI, assistido por Giovanni Soglia Cereoni, patriarca latino titular de Constantinopla, secretário da Sagrada Congregação dos Bispos e Regulares, e por Giovanni Giacomo Sinibaldi, arcebispo titular de Damiata, presidente da Pontifícia Academia Eclesiástica. Na mesma cerimônia foi consagrado Karl August von Reisach, bispo de Eischtätt. Nomeado Núncio na Áustria, 18 de julho de 1836. Assistente no Trono Pontifício, 19 de julho de 1836.
Criado cardeal e reservado in pectore no consistório de 14 de dezembro de 1840; publicado no consistório de 21 de abril de 1845; recebeu o chapéu vermelho em 11 de setembro de 1845; e o título de S. Maria in Portico Campitelli, diaconia elevada pro hac vice a título, 24 de novembro de 1845. Pró-secretário de Memoriais, 1845-1847. Participou do conclave de 1846, que elegeu o Papa Pio IX. Presidente de Roma e do seu distrito, 2 de novembro de 1847. Membro do triunvirato que governou Roma entre julho de 1849 e abril de 1850; os outros dois membros eram os cardeais Luigi Vannicelli Casoni e Gabrielle della Genga Sermattei. Secretário de Memoriais, 17 de janeiro de 1855 a 1857.
Camerlengo da Santa Igreja Romana, 19 de março de 1857 até sua morte. Presidente da Consulta de Estado das Finanças, dezembro de 1859. Elevado a ordem dos cardeais-bispos e da sé suburbana de Albano, 17 de dezembro de 1860. Prefeito da Sagrada Congregação do Índice, 5 de setembro de 1861 até 28 de dezembro de 1864. Arcipreste da basílica patriarcal de Latrão, 8 de março de 1863. Arquireitor da Universidade Romana. Durante a epidemia de cólera que atingiu a sua diocese, ele assistiu os doentes e os moribundos e ele próprio contraiu a doença.
Cardeal Lodovico Altieri faleceu em 11 de agosto de 1867, Albano, de cólera. O funeral realizou-se na igreja de S. Maria in Portico Campitelli, Roma; sepultado, temporariamente, no cemitério de Albano. Mais tarde, seus restos mortais foram transferidos para a Catedral de San Pancrazio de Albano.

## Processo de beatificação
O processo de beatificação começou sob o Papa Bento XVI quando a Congregação para as Causas dos Santos emitiu o oficial "nihil obstat" e o intitulou como Servo de Deus em 14 de março de 2009. O processo diocesano da investigação foi inaugurado em Albano em 22 de novembro de 2009 e concluiu suas investigações em 26 de setembro de 2015. O postulador atual para essa causa é o Dr. Ulderico Parente.